# War Child (álbum)
| Críticas profissionais | Críticas profissionais |
| Avaliações da crítica  | Avaliações da crítica  |
| Fonte                  | Avaliação              |
| ---------------------- | ---------------------- |
| Allmusic               | 2.5 de 5 estrelas.     |

War Child é o sétimo álbum de estúdio da banda britânica Jethro Tull, lançado em outubro de 1974.
A contra-capa do álbum traz fotografias de pessoas, entre elas os cinco integrantes da banda, todas relacionadas aos títulos das canções. War Child alcançou o segundo lugar na parada de álbuns pop da Billboard.

## Faixas
Todas as canções por Ian Anderson.
1. "WarChild" - 4:35
2. "Queen And Country" - 3:00
3. "Ladies" - 3:17
4. "Back-Door Angels" - 5:30
5. "Sealion" - 3:37
6. "Skating Away On The Thin Ice Of The New Day" - 4:09
7. "Bungle In The Jungle" - 3:35
8. "Only Solitare" - 1:28
9. "The Third Hoorah" - 4:49
10. "Two Fingers" - 5:11

A versão remasterizada de 2002 trouxe as seguintes faixas bônus
1. "Warchild Waltz" - 4:21
2. "Quartet" - 2:44
3. "Paradise Steakhouse" - 4:03
4. "Sealion 2" - 3:20
5. "Rainbow Blues" - 3:40
6. "Glory Row" - 3:35
7. "Saturation" - 4:21